# Ernest Nagel
Ernest Nagel (Nové Mesto nad Váhom, 16 november 1901 - New York, 20 september 1985) was een Amerikaanse wetenschapsfilosoof, die met Rudolf Carnap, Hans Reichenbach en Carl Hempel gerekend wordt tot de voornaamste vertegenwoordigers van het logisch positivisme. Nagel is vooral bekend van zijn Structure of Science: Problems in the Logic of Scientific Explanation  uit 1961, en zijn inleiding tot het bewijs van Gödel, Gödel's Proof uit 1958. 

## Biografie
Nagel werd geboren in de Slowaakse gemeente Nové Mesto nad Váhom in het toenmalige Oostenrijk-Hongarije. Op 10-jarige leeftijd emigreerde hij met zijn familie naar de Verenigde Staten, waar hij in 1919 het Amerikaanse staatsburgerschap verkreeg. Nagel studeerde aan het City College van New York, waar hij in 1923 zijn bachelorgraad ontving. Hij studeerde verder aan de Columbia-universiteit, waar hij in 1925 zijn mastertitel in de filosofie behaalde. In 1931 promoveerde hij hier op een proefschrift over het begrip meten. 
Met uitzondering van een jaar (1966-1967) aan de Rockefeller-universiteit, verbleef hij zijn hele academische carrière aan de Columbia-universiteit. In 1967 kreeg hij een aanstelling als hoogleraar, en ook na zijn pensionering in 1970 bleef hij er lesgeven. In 1977 werd hij verkozen tot lid van de Amerikaanse National Academy of Sciences. Nagel was van 1939 tot 1956 redacteur bij de Journal of Philosophy, en van 1940 to 1946 bij de Journal of Symbolic Logic .
Nagel stierf in 1985 in New York. Hij had twee zonen, Alexander Nagel (hoogleraar wiskunde aan de Universiteit van Wisconsin) en Sidney Nagel (hoogleraar natuurkunde aan de Universiteit van Chicago).

## Werk
Nagels werkterrein was de filosofie van de wiskunde, waaronder geometrie en kansrekening. Hij richtte zich ook op de beginselen van de kwantummechanica, en de status van reductionisme en inductie in de wetenschappelijke theorievorming. 
Nagel schreef in 1934 het boek An Introduction to Logic and the Scientific Method (een inleiding tot de logica en de wetenschappelijke methode), samen met Morris Raphael Cohen, filosoof en Nagels leraar aan het City College van New York. In 1958 publiceerde hij samen met de Amerikaanse wiskundige en historicus James Roy Newman Gödel's Proof (Gödel's bewijs). Dit was een kort werk over de onvolledigheidsstellingen van Gödel, geschreven voor mensen die niet gespecialiseerd zijn in de wiskundige logica.  
In 1961 publiceerde Nagel zijn meesterwerk The Structure of Science, een baanbrekend werk op het gebied van de analytische wetenschapsfilosofie. Het boek behandelt diverse typen wetenschappelijke verklaringen, en bevat sceptische uitlatingen over pogingen om wetenschappelijke wetten en verklaringen te uniformeren. Tevens bepleitte Nagel dat de sociale wetenschappen dezelfde normen zouden hanteren als de natuurwetenschappen.

## Publicaties
Nagel schreef de volgende boeken: 
- An Introduction to Logic and Scientific Method, i.s.m. Morris R. Cohen, 1934.
- Sovereign Reason, 1954.
- Logic without Metaphysics, 1957.
- Gödel's Proof, i.s.m. James R. Newman, 1958.
- The Structure of Science: Problems in the Logic of Scientific Explanation, 1961, tweede druk 1979.
- Observation and Theory in Science, met anderen, 1971.